# Greg Walden
Gregory "Greg" Walden, född 10 januari 1957 i The Dalles, Oregon, är en amerikansk republikansk politiker. Han representerade delstaten Oregons andra distrikt i USA:s representanthus 1999–2021.
Walden utexaminerades 1981 från University of Oregon. Han var sedan medarbetare åt kongressledamoten Denny Smith fram till 1987.
Kongressledamoten Robert Freeman Smith kandiderade inte till omval i kongressvalet 1998. Walden vann valet och efterträdde Smith i representanthuset i januari 1999.